# Exponentialfamilie
In der Wahrscheinlichkeitstheorie und in der Statistik ist eine Exponentialfamilie (oder exponentielle Familie) eine Klasse von Wahrscheinlichkeitsverteilungen einer ganz bestimmten Form. Man wählt diese spezielle Form, um bestimmte Rechenvorteile auszunutzen oder aus Gründen der Verallgemeinerung. Exponentialfamilien sind in gewissem Sinne sehr natürliche Verteilungen und eine dominierte Verteilungsklasse, was viele Vereinfachungen in der Handhabung mit sich bringt. Das Konzept der Exponentialfamilien geht zurück auf E. J. G. Pitman, G. Darmois,
und B. O. Koopman (1935–6).

## Einparametrige Exponentialfamilie

### Definition
Eine Familie von Wahrscheinlichkeitsmaßen {\displaystyle (P_{\vartheta })_{\vartheta \in \Theta }} auf dem Messraum {\displaystyle (X,{\mathcal {A}})} mit {\displaystyle \Theta \subset \mathbb {R} } heißt eine einparametrige Exponentialfamilie, wenn es ein σ-endliches Maß {\displaystyle \mu } gibt, so dass alle {\displaystyle P_{\vartheta }} eine Dichtefunktion der Gestalt
{\displaystyle f(x,\vartheta )=h(x)A(\vartheta )\exp(\eta (\vartheta )T(x))}
bezüglich {\displaystyle \mu } besitzen. Meist handelt es sich bei {\displaystyle \mu }
- um das Lebesgue-Maß, die Dichtefunktionen sind dann herkömmliche Wahrscheinlichkeitsdichtefunktion (stetiger Fall).
- um das Zählmaß, die Dichtefunktionen sind dann Zähldichten (diskreter Fall).

Dabei ist
{\displaystyle T:(X,{\mathcal {A}})\to (\mathbb {R} ,{\mathcal {B}}(\mathbb {R} ))}
eine messbare Funktion, die natürliche suffiziente Statistik oder kanonische Statistik der Exponentialfamilie. Ebenso ist
{\displaystyle h:(X,{\mathcal {A}})\to (\mathbb {R} ,{\mathcal {B}}(\mathbb {R} ))}
eine messbare Funktion. Die Funktion
{\displaystyle A:\Theta \to \mathbb {R} }
wird Normierungsfunktion oder Normierungskonstante genannt und garantiert, dass die in der Definition eines Wahrscheinlichkeitsmaßes geforderte Normierung gegeben ist. Des Weiteren ist
{\displaystyle \eta :\Theta \to \mathbb {R} }
eine beliebige reelle Funktionen des Parameters.

### Alternative Definitionen
Die Definitionen einer Exponentialfamilie unterscheiden sich meist in den folgenden Punkten:
- Nicht alle Autoren schreiben die Funktionen {\displaystyle h} und {\displaystyle A} als Produkt vor die Exponentialfunktion, teilweise stehen sie auch als Summe in der Exponentialfunktion, manchmal mit negativem Vorzeichen. So finden sich die Definitionen

{\displaystyle f(x,\vartheta )=\exp(\eta (\vartheta )T(x)+h^{*}(x)+A^{*}(\vartheta )){\text{ oder alternativ }}f(x,\vartheta )=h(x)\exp(\eta (\vartheta )T(x)-{\tilde {A}}(\vartheta ))}.
Diese unterschiedlich definierten Funktionen lassen sich meist problemlos ineinander umrechen. Dennoch ist bei einer Angabe der Funktionen {\displaystyle A} und {\displaystyle h} darauf zu achten, wie genau diese definiert werden.
- Manche Autoren versehen die Dichtefunktion noch mit einer charakteristischen Funktion bezüglich einer Menge {\displaystyle M}. Die Dichtefunktion ist dann gegeben als

{\displaystyle f(x,\vartheta )=\chi _{M}(x)h(x)A(\vartheta )\exp(\eta (\vartheta )T(x))}.
Dabei soll die Wahl der Menge {\displaystyle M} unabhängig vom Parameter {\displaystyle \vartheta } sein. Diese Definition ermöglicht es, gewisse Kriterien, die auf der Positivität der Dichtefunktion aufbauen, allgemeiner zu fassen. Solche Kriterien finden sich beispielsweise in regulären statistischen Modellen.

### Beispiele

#### Binomialverteilung
Ein elementares Beispiel sind die Binomialverteilungen auf {\displaystyle X=\{1,\dots ,n\}} mit {\displaystyle {\mathcal {A}}={\mathcal {P}}(X)}. Sie besitzen die Wahrscheinlichkeitsfunktion (beziehungsweise die Dichtefunktion bezüglich des Zählmaßes)
{\displaystyle f(x,\vartheta )={\binom {n}{x}}\vartheta ^{x}(1-\vartheta )^{n-x}={\binom {n}{x}}(1-\vartheta )^{n}\exp \left(x\ln \left({\frac {\vartheta }{1-\vartheta }}\right)\right)}
mit {\displaystyle \vartheta \in (0,1)}. Somit ist die Binomialverteilung Teil einer Exponentialfamilie und wird charakterisiert durch
{\displaystyle T(x)=x,\quad ,\eta (\vartheta )=\ln \left({\frac {\vartheta }{1-\vartheta }}\right),\quad A(\vartheta )=(1-\vartheta )^{n}{\text{ und }}h(x)={\binom {n}{x}}}.

#### Exponentialverteilung
Ein weiteres Beispiel sind die Exponentialverteilungen. Sie sind auf {\displaystyle ([0,\infty ),{\mathcal {B}}([0,\infty ))} definiert mit {\displaystyle \vartheta \in (0,\infty )} und besitzen die Wahrscheinlichkeitsdichtefunktion
{\displaystyle f(x,\vartheta )=\vartheta \exp \left(-\vartheta x\right)}
Somit ist in diesem Fall
{\displaystyle T(x)=x,\quad \eta (\vartheta )=-\vartheta \,{\text{ sowie }}A(\vartheta )=\vartheta }.
Zu beachten ist, dass eine einparametrige Exponentialfamilie durchaus eine multivariate Verteilung sein kann. Einparametrig bedeutet hier nur, dass die Dimensionalität des „Formparameters“ {\displaystyle \vartheta } eins ist. Ob die definierte Wahrscheinlichkeitsverteilung univariat oder multivariat ist, hängt von der Dimensionalität des Grundraumes {\displaystyle X} ab, an die keine Anforderungen gestellt sind.

## k-parametrige Exponentialfamilie

### Definition
Eine Familie von Wahrscheinlichkeitsmaßen {\displaystyle (P_{\vartheta })_{\vartheta \in \Theta }} auf dem Messraum {\displaystyle (X,{\mathcal {A}})} mit {\displaystyle \Theta \subset \mathbb {R} ^{k}} heißt eine k-parametrige Exponentialfamilie, wenn es ein σ-endliches Maß {\displaystyle \mu } gibt, so dass alle {\displaystyle P_{\vartheta }} die Dichtefunktion
{\displaystyle f(x,\vartheta )=h(x)A(\vartheta )\exp \left(\sum _{i=1}^{k}\eta _{i}(\vartheta )T_{i}(x)\right)}
bezüglich {\displaystyle \mu } besitzen. Oftmals wird der Parameter {\displaystyle \vartheta =(\vartheta _{1},\dots ,\vartheta _{k})} geschrieben. Dabei sind
{\displaystyle h,T_{1},\dots ,T_{k}:(X,{\mathcal {A}})\to (\mathbb {R} ,{\mathcal {B}}(\mathbb {R} ))}
messbare Funktionen und
{\displaystyle A,\eta _{1},\dots ,\eta _{k}:\mathbb {R} ^{k}\supset \Theta \to \mathbb {R} }
Funktionen des k-dimensionalen Parameters {\displaystyle \vartheta }.
Hier wird wie im einparametrigen Fall die Funktion {\displaystyle T=(T_{1},\dots ,T_{k})} die natürliche suffiziente Statistik oder die kanonische Statistik genannt.

### Beispiel

#### Normalverteilung
Klassisches Beispiel für eine zweiparametrige Exponentialfamilie ist die Normalverteilung. Es ist {\displaystyle (X,{\mathcal {A}})=(\mathbb {R} ,{\mathcal {B}}(\mathbb {R} ))} sowie {\displaystyle \Theta =\mathbb {R} \times (0,\infty )}. Jedes {\displaystyle \vartheta \in \Theta } ist dann von der Form {\displaystyle \vartheta =(\vartheta _{1},\vartheta _{2})}. Mit den Parametrisierungen {\displaystyle \mu =\vartheta _{1}} sowie {\displaystyle \sigma ^{2}=\vartheta _{2}^{2}} erhält man aus der üblichen Dichtefunktion der Normalverteilung
{\displaystyle f(x,\vartheta _{1},\vartheta _{2})={\frac {1}{\sqrt {2\pi \vartheta _{2}^{2}}}}\exp \left(-{\frac {\vartheta _{1}^{2}}{2\vartheta _{2}^{2}}}\right)\exp \left({\frac {\vartheta _{1}}{\vartheta _{2}^{2}}}x-{\frac {1}{2\vartheta _{2}^{2}}}x^{2}\right)}.
Somit ist die Normalverteilung Teil einer zweiparametrigen Exponentialfamilie mit
{\displaystyle A(\vartheta _{1},\vartheta _{2})={\frac {1}{\sqrt {2\pi \vartheta _{2}^{2}}}}\exp \left(-{\frac {\vartheta _{1}^{2}}{2\vartheta _{2}^{2}}}\right),\quad T_{1}(x)=x,\quad T_{2}(x)=x^{2},\quad \eta _{1}(\vartheta _{1},\vartheta _{2})={\frac {\vartheta _{1}}{\vartheta _{2}^{2}}},\quad \eta _{2}(\vartheta _{1},\vartheta _{2})=-{\frac {1}{2\vartheta _{2}^{2}}}}.
Auch hier gilt wieder: eine k-parametrige Exponentialfamilie kann durchaus eine Wahrscheinlichkeitsverteilung in nur einer Dimension beschreiben. Die Zahl k gibt nur die Anzahl der Formparameter an, nicht die Dimensionalität der Verteilung. So ist im obigen Beispiel die Normalverteilung eindimensional, aber Teil einer zweiparametrigen Exponentialfamilie.

#### Gammaverteilung
Ein weiteres Beispiel für eine zweiparametrige Exponentialfamilie ist die Gammaverteilung.

### Alternative Definitionen
Für die k-parametrige Exponentialfamilie existieren dieselben Varianten in der Definition wie bereits im einparametrigen Fall besprochen wurden. Außerdem fordern manche Autoren noch zusätzlich in der Definition, dass folgende beide Eigenschaften gelten:
1. Die Funktionen {\displaystyle \eta _{1},\dots ,\eta _{k}} sind linear unabhängig
2. Die Funktionen {\displaystyle 1,T_{1},\dots ,T_{k}} sind für alle {\displaystyle P_{\vartheta }} fast sicher linear unabhängig.

Mit diesen zusätzlichen Forderungen lassen sich beispielsweise Aussagen über die Kovarianzmatrix von {\displaystyle T} treffen.

### Die natürliche Parametrisierung
Sowohl im einparametrigen als auch im k-parametrig Fall sagt man, dass die Exponentialfamilie in der natürlichen Parametrisierung vorliegt, wenn {\displaystyle \eta (\vartheta )=\vartheta } ist.

## Eigenschaften

### Suffizienz
Für die Exponentialfamilie ist die kanonische Statistik {\displaystyle T} immer eine suffiziente Statistik. Dies folgt direkt aus dem Neyman-Kriterium für die Suffizienz. Daher wird {\displaystyle T} auch als natürliche suffiziente Statistik bezeichnet.

### Score-Funktion
Für eine einparametrige Exponentialfamilie ist die Score-Funktion gegeben durch
{\displaystyle S_{\vartheta }(x):={\frac {\partial }{\partial \vartheta }}\ln f(x,\vartheta )=\eta '(\vartheta )T(x)+{\frac {A'(\vartheta )}{A(\vartheta )}}}.
Bei natürlicher Parametrisierung vereinfacht sich dies zu
{\displaystyle S_{\vartheta }(x)=T(x)+{\frac {A'(\vartheta )}{A(\vartheta )}}}.

### Fisher-Information
Aus der Score-Funktion lässt sich die Fisher-Information ableiten. Sie lautet
{\displaystyle I(\vartheta )=\operatorname {Var} _{\vartheta }(S_{\vartheta })=\left[\eta '(\vartheta )\right]^{2}\cdot \operatorname {Var} _{\vartheta }(T(x))}.
Bei natürlicher Parametrisierung ergibt sich für die Fisher-Information somit
{\displaystyle I(\vartheta )=\operatorname {Var} _{\vartheta }(T(x))}.

## Rolle in der Statistik

### Klassisches Schätzen: Suffizienz
Nach dem Pitman-Koopman-Darmois-Theorem gibt es unter Wahrscheinlichkeitsfamilien, deren Träger nicht von den Parametern abhängt, nur bei den Exponentialfamilien suffiziente Statistiken, deren Dimension bei wachsender Stichprobengröße beschränkt bleibt. Etwas ausführlicher: Seien {\displaystyle X_{n},\ n=1,2,3,\dots } unabhängig und identisch verteilte Zufallsvariablen, deren Wahrscheinlichkeitsverteilungsfamilie bekannt ist. Nur wenn diese Familie eine Exponentialfamilie ist, gibt es eine (möglicherweise vektorielle) suffiziente Statistik {\displaystyle T(X_{1},\dots ,X_{n})}, deren Anzahl skalarer Komponenten nicht ansteigt, sollte der Stichprobenumfang {\displaystyle n} erhöht werden.

### Bayessches Schätzen: konjugierte Verteilungen
Exponentialfamilien sind auch für die bayessche Statistik wichtig. In der bayesschen Statistik wird eine A-priori-Wahrscheinlichkeitsverteilung mit einer Likelihood-Funktion multipliziert und dann normiert, um auf die A-posteriori-Wahrscheinlichkeitsverteilung zu kommen (siehe Satz von Bayes). Falls die Likelihood zu einer Exponentialfamilie gehört, existiert auch eine Familie konjugierter A-priori-Verteilungen, die oft ebenfalls eine Exponentialfamilie ist. Eine konjugierte A-priori-Verteilung {\displaystyle \pi } für den Parameter {\displaystyle \eta } einer Exponentialfamilie ist definiert durch
{\displaystyle \pi (\eta )\propto \exp(-\eta ^{\top }\alpha -\beta \,A(\eta )),}
wobei {\displaystyle \alpha \in \mathbb {R} ^{n}} und {\displaystyle \beta >0} Hyperparameter sind (Parameter, die im Rahmen des Modells nicht geschätzt, sondern festgelegt werden).
Im Allgemeinen gehört die Likelihood-Funktion keiner Exponentialfamilie an, deshalb existiert im Allgemeinen auch keine konjugierte A-priori-Verteilung. Die A-posteriori-Verteilung muss dann mit numerischen Methoden berechnet werden.

### Hypothesentests: gleichmäßig bester Test
Die einparametrige Exponentialfamilie zählt zu den Verteilungsklassen mit monotonem Dichtequotienten in der kanonischen Statistik {\displaystyle T}, wenn {\displaystyle \eta } monoton wachsend ist. Daher existiert für das einseitige Testproblem mit
{\displaystyle \Theta _{0}=\{\vartheta \in \Theta \,|\,\vartheta \leq \vartheta _{0}\}\quad {\text{und}}\quad \Theta _{1}=\{\vartheta \in \Theta \,|\,\vartheta >\vartheta _{0}\}}
ein gleichmäßig bester Test zu einem vorgegebenen Niveau {\displaystyle \alpha }. Eine explizite Beschreibung des Tests mit skizzierter Herleitung aus dem Neyman-Pearson-Lemma findet sich hier.